# زن کاردونا
زن کاردونا (انگلیسی: Zen Cardona؛ زادهٔ ۱۲ مهٔ ۱۹۹۸) بازیکن فوتبال اهل ژاپن است.

## باشگاهی
از باشگاه‌هایی که در آن بازی کرده‌است می‌توان به باشگاه فوتبال گراونز کیتاکیوشو اشاره کرد.

## تیم ملی
وی همچنین در تیم ملی فوتبال زیر ۱۷ سال ژاپن بازی کرده‌است.